# Poppendorf (Heroldsbach)
Poppendorf ist ein Gemeindeteil der Gemeinde Heroldsbach im Landkreis Forchheim (Regierungsbezirk Oberfranken, Bayern).

## Geografie
Das Dorf  in der naturräumlichen Landschaftseiheit der Ebrach-Aisch-Platten ist einer von vier amtlich benannten Gemeindeteilen von Heroldsbach in Oberfranken. Es befindet sich etwa zwei Kilometer ostnordöstlich des Ortszentrums von Heroldsbach auf einer Höhe von 296 m ü. NHN.

## Geschichte
Die erste urkundliche Erwähnung des früher auch als Unterpoppendorf bezeichneten Ortes fand 1403 statt, als es als das „Dorf eines Poppo bzw. Bodo“ genannt wurde. Bis zum Beginn des 19. Jahrhunderts unterstand Poppendorf der Landeshoheit des Hochstifts Bamberg. Die Dorf- und Gemeindeherrschaft nahm das bambergische Amt Forchheim in seiner Funktion als Vogteiamt wahr. Das gleiche Amt übte auch die Hochgerichtsbarkeit in seiner Rolle als Centamt aus.
Als das Hochstift Bamberg infolge des Reichsdeputationshauptschlusses 1802/03 säkularisiert und unter Bruch der Reichsverfassung vom Kurfürstentum Pfalz-Baiern annektiert wurde, wurde  auch Poppendorf Bestandteil der bei der „napoleonischen Flurbereinigung“ gewaltsam in Besitz genommenen neubayerischen Gebiete.
Durch die Verwaltungsreformen zu Beginn des 19. Jahrhunderts im Königreich Bayern wurde Poppendorf mit dem Zweiten Gemeindeedikt 1818 ein Bestandteil der Landgemeinde Oesdorf. Im Zuge der Gebietsreform in Bayern in den 1970er Jahren wurde Poppendorf zusammen mit Oesdorf am 1. Mai 1971 in die Gemeinde Heroldsbach eingegliedert. Im Jahr 1987 hatte Poppendorf 228 Einwohner.

## Verkehr
Die von der Staatsstraße 2259 her kommende Kreisstraße FO 13 durchquert den Ort und führt weiter nach Heroldsbach. Außerdem verbindet eine Gemeindeverbindungsstraße das Dorf mit dem nordwestlich gelegenem Nachbarort Oesdorf. Der ÖPNV bedient Poppendorf an mehreren Bushaltestellen der Buslinie 206 des VGN. Der nächstgelegene Bahnhof befindet sich im Eggolsheimer Gemeindeteil Neuses an der Bahnstrecke Nürnberg–Bamberg.

## Baudenkmäler

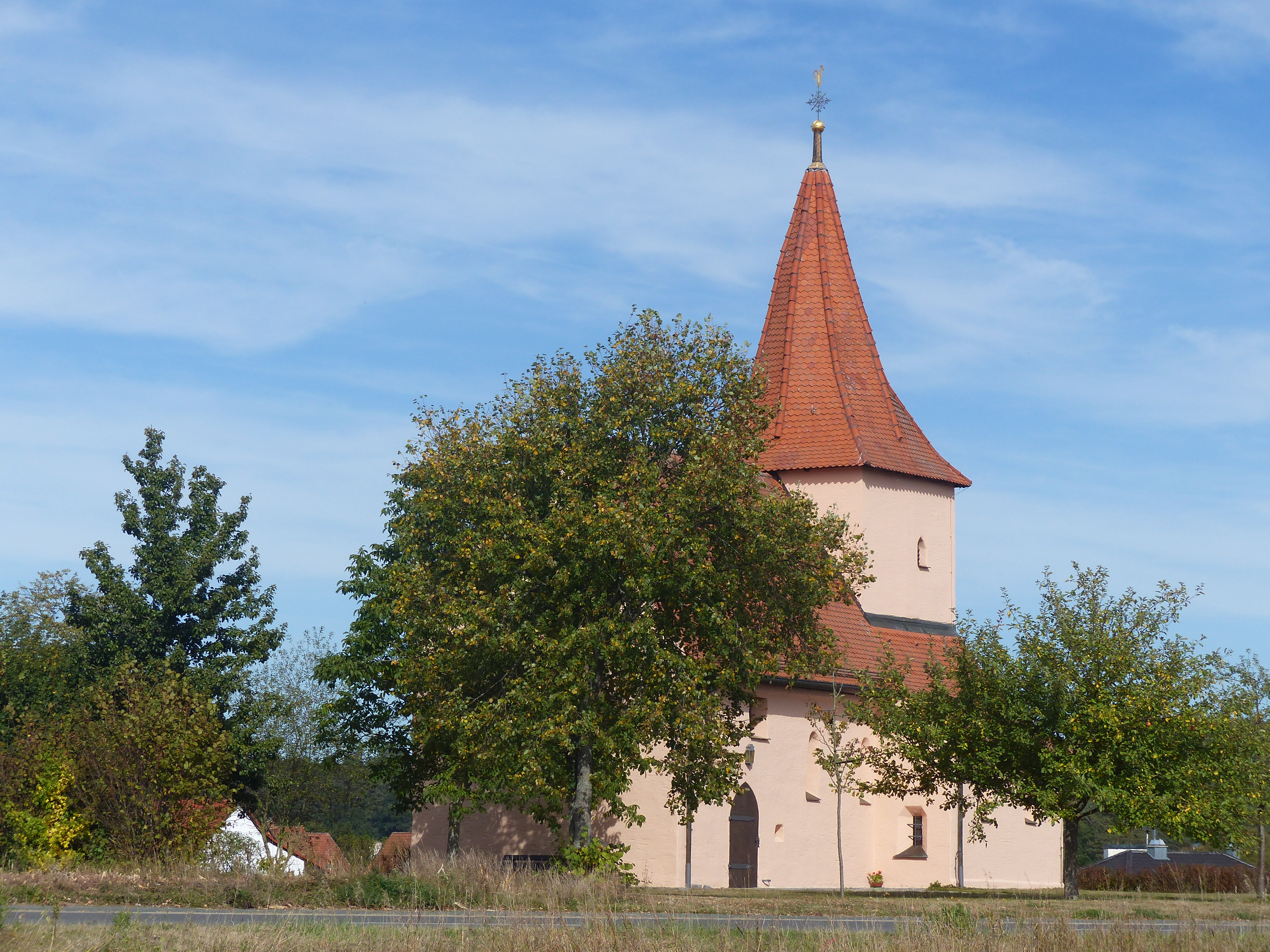
Die ein wenig außerhalb des Ortes stehende Kirche von Poppendorf

In und um Poppendorf gibt es drei denkmalgeschützte Objekte: die ein wenig westlich des Dorfes stehende Kirche, eine Marter und ein Wegkapelle.